# Cocco Bill
Cocco Bill est un cow-boy de fiction créé par l'auteur de bande dessinée italien Benito Jacovitti pour le premier numéro de l'hebdomadaire jeunesse Il Giorno dei Ragazzi (it) en 1957. 
La série humoristique Cocco Bill, « parodie délirante du western classique », est publiée dans divers titres italiens dans les décennies suivantes (Corriere dei Piccoli, Corriere dei ragazzi (it), Il Giornalino (it), etc.) jusqu'à la fin des années 1980 et est poursuivie par divers auteurs après la mort de Jacovitti en 1997.
Cocco Bill a été traduite en français dès 1950 dans le petit format Pim Pam Poum, puis dans BD en 1977 et dans Pif Gadget en 1982. JC Lattès en a publié deux recueils en 1975.
Cocco Bill a également fait l'objet d'une adaptation animée (it) en 104 épisodes diffusées de 2001 à 2004 par la télévision publique italienne.